# Lycée Fénelon

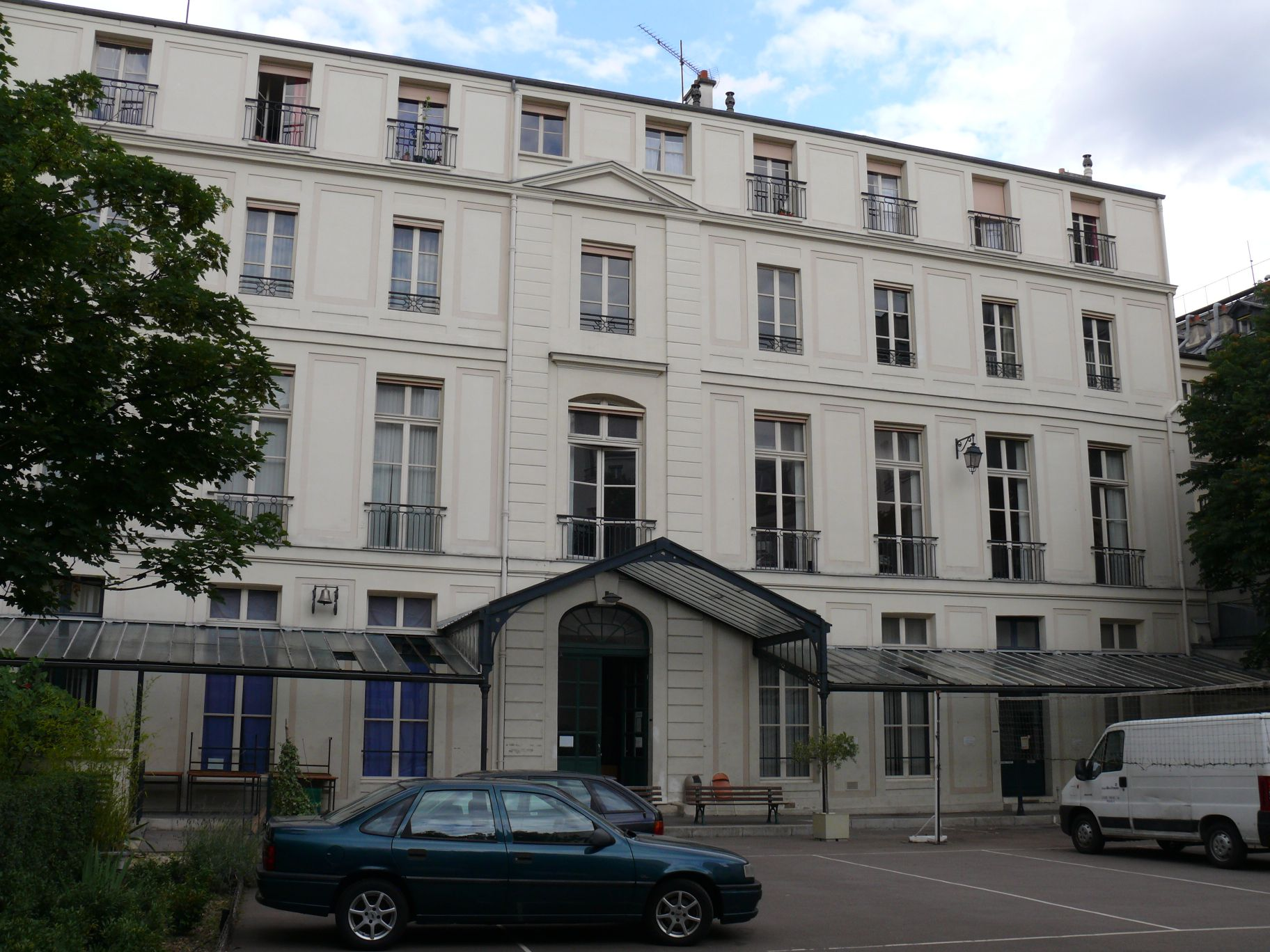
Lycée Fénelon.

Lycée Fénelon är en gymnasie- och högre utbildningsinrättning i Quartier Latin i Paris 6:e arrondissementet, grundad 1883.
Denna institution, det första gymnasiet för flickor i Paris, grundades 1883 i byggnader från 1700-talet för att förbereda sina elever för pionjärskolan École normale supérieure de jeunes filles, en högskola för kvinnliga lärare som hade grundats 1881. Dess namn blev Fénelon, efter François Fénelon, en fransk författare som hade behandlat ämnet kvinnors utbildning i sina skrifter. Det upphörde att vara en könssegregerad flickskola 1979. 